# Armoriale dei comuni della Charente
Questa pagina contiene le armi (stemma e blasonatura) dei comuni della Charente.

## A
| Stemma | Nome del comune e blasonatura |
| ------ | --- |
|        | Alloue De sable à deux chevrons d'or l'un sur l'autre, accompagnés en chef de deux macles d'or, l'intérieur des macles d'azur. (di nero, a due scaglioni d'oro, accompagnati in capo da due losanghe d'oro ripiene d'azzurro) |
|        | Ambleville Écartelé : au premier et au quatrième d'azur à la tour d'argent, au chef de gueules chargé de trois casques d'or posés de profil, au deuxième et au troisième d'or au dauphin d'azur, crêté, barbé, loré, peautré et oreillé de gueules. (inquartato: nel 1º e 4º d'azzurro, alla torre d'argento, al capo di rosso caricato da tre elmi d'oro posti di profilo; nel 2º e 3º d'oro, al delfino d'azzurro, crestato, barbato, alettato, codato e orecchiuto di rosso) |
|        | Angoulême D'azur, à un portail de ville côtoyé de deux tours crénelées d'argent, et une fleur de lis d'or en cœur, couronnée d'or en chef (d'azzurro, alla porta di città accostata da due torri merlate d'argento, e un giglio d'oro in cuore, coronata d'oro nel capo) |
|        | Aubeterre-sur-Dronne Losangé d'or et d'azur, au chef de gueules (losangato d'oro e d'azzurro, al capo di rosso) |

## B
| Stemma | Nome del comune e blasonatura |
| ------ | --- |
|        | Baignes-Sainte-Radegonde Losangé d'or et d'azur (losangato d'oro e d'azzurro) |
|        | Barbezieux-Saint-Hilaire D'or à un écusson d'azur en abîme (d'oro, allo scudetto d'azzurro) |
|        | Beaulieu-sur-Sonnette D'azur, à deux fasces d'or, accompagnées de six merlettes du même, posées 3, 2 et 1. (d'azzurro, a due fasce d'oro, accompagnate da sei merlotti dello stesso, posti 3, 2 e 1) |
|        | Blanzac-Porcheresse D'azur à trois meuniers d'argent posés deux et un. (d'azzurro, a tre scazzoni d'argento) |
|        | Bonnes Parti, au I), écartelé au premier et quatrième d'argent à une fasce de gueules accompagnée de trois merlettes de sable, posées 2 et 1; au deuxième, de gueules à trois léopards d'or posés l'un sur l'autre; au troisième, losangé d'or et d'azur à un chef de gueules; au II), d'azur à trois tours d'argent crénelées et maçonnées de sable, posées deux et un. (partito: nel 1º inquartato: in I e IV d'argento, alla fascia di rosso accompagnata da tre merlotti di nero, posti 2 e 1; in II di rosso, a tre leopardi d'oro posti l'uno sull'altro; in III losangato d'oro e d'azzurro, al capo di rosso; nel 2º d'azzurro, a tre torri d'argento merlate e murate di nero)                                       |
|        | Bouteville Écartelé, au premier, d'or à deux vaches de gueules, accornées et clarinées d'azur, surmontées d'une étoile de gueules; au deuxième, de gueules à une croix pattée et alaisée d'or, accompagnée de 4 amandes d'argent posées en cercle; au troisième, d'azur à un écusson losangé d'or et de gueules; au quatrième, d'or à trois forces de sable posées deux et un. (inquartato: nel 1º d'oro, a due vacche di rosso, cornate e sonagliate d'azzurro, sormontate da una stella di rosso; nel 2º di rosso, alla croce patente e scorciata d'oro, accompagnata da 4 mandorle d'argento poste in cerchio; nel 3º d'azzurro, allo scudetto losangato d'oro e di rosso; nel 4º d'oro, a tre forbici all'antica di nero) |

## C
| Stemma | Nome del comune e blasonatura |
| ------ | --- |
|        | Chabanais D'or à deux lions léopardés de gueules. (d'oro, a due leoni illeoparditi di rosso) |
|        | Chalais De gueules à trois lions d'or couronnés, armés et lampassés d'azur. (di rosso, a tre leoni d'oro, coronati, armati e lampassati d'azzurro) |
|        | Champagne-Mouton (partito: nel 1° fasciato d'argento e d'azzurro di dieci pezzi, a tre scaglioni di rosso; nel 2° d'azzurro, allo scaglione d'oro accompagnato da tre teste di leone strappate dello stesso lampassate di rosso) |
|        | Chasseneuil-sur-Bonnieure D'azur à la fasce d'argent, surmontée d'un chef denché de cinq pointes d'argents, soutenue d'une étoile d'or (d'azzurro, alla fascia d'argento, sormontata da un capo indentato di cinque punte d'argento e accompagnata da una stella d'oro in punta) |
|        | Chassors Taillé, au premier d'or à un arbre de sinople, au second de sinople à une grappe de raisin d'or; en chef de gueules au mot "Chassors" d'or. (tagliato: nel 1º d'oro, all'albero di verde; nel 2º di verde, al grappolo d'uva d'oro; il tutto al capo di rosso alla parola "Chassors" d'oro) |
|        | Châteaubernard De gueules à un château d'or posé sur une champagne de sinople, la terrasse chargée d'une croix de Malte d'argent. (di rosso, al castello d'oro posato su una campagna di verde caricata di una croce di Malta d'argento) |
|        | Châteauneuf-sur-Charente Burelé d'or et d'azur, au lion contourné d'argent brochant sur le tout (moderne) (burellato d'oro e d'azzurro, al leone rivoltato d'argento attraversante sul tutto (stemma moderno)) Burelé d'argent et d'azur, au lion contourné de gueules brochant sur le tout (burellato d'argento e d'azzurro, al leone rivoltato di rosso attraversante sul tutto)                                                          |
|        | Cherves-Richemont D'argent à trois bâtons écotés de sinople. (d'argento, a tre bastoni noderosi di verde) |
|        | Cognac De gueules au cavalier, le casque en tête, d'argent, monté sur un cheval du même contourné, le cavalier portant une fleur de lys d'or au bout d'un bâton d'argent ; au chef d'azur chargé de trois fleurs de lys d'or. (di rosso, al cavaliere d'argento, con l'elmo in testa, montato su un cavallo dello stesso, rivoltato, tenente un bastone d'argento cimato da un giglio d'oro; al capo d'azzurro caricato di tre gigli d'oro) |
|        | Confolens D'or au pont de trois arches sommé de trois tours, le tout soudé d'argent, posé sur des ondes d'azur, surmonté des trois lettres capitales C, F et L de sable. (d'oro, al ponte di tre archi cimato da tre torri, il tutto saldato d'argento, posto su delle onde d'azzurro, e sormontato da tre lettere maiuscole C, F e L di nero)                                                                                              |
|        | La Couronne De gueules au dromadaire chargé d'un bat, accosté de deux fleurs de lis, soutenu d'un lambel de trois pendants renversé, le tout d'argent, le lambel lui-même soutenu de l'inscription "12 maii 1118" de sable. (di rosso, al dromedario caricato di un sedile, accostato da due gigli, sostenuto da un lambello di tre pendenti rovesciato, il tutto d'argento, col lambello sostenuto dalla iscrizione "12 mai 1118" di nero) |

## D
| Stemma | Nome del comune e blasonatura |
| ------ | ----------------------------- |
|        | Dignac - (-)                  |

## F
| Stemma | Nome del comune e blasonatura |
| ------ | --- |
|        | Fléac Coupé, à la barre d'or chargée du mot FLEAC de sable, accompagnée à dextre d'une porte romane d'argent sur un champ d'azur, et à senestre d'une grappe de raisin avec deux feuilles , le tout d'or sur un champ d'argent. En pointe, une rivière d'azur. (troncato, alla sbarra d'oro caricata della parola FLEAC di nero, accompagnata a destra da una porta romana d'argento su un campo d'azzurro, e a sinistra da un grappolo d'uva con due foglie, il tutto d'oro su un campo d'argento; in punta un fiume d'azzurro) |

## G
| Stemma | Nome del comune e blasonatura |
| ------ | --- |
|        | Genté Contre-fascé d'or et d'azur de six pièces, à un écusson d'argent chargé d'une bande de gueules, posé en abîme. (controfasciato d'oro e d'azzurro, allo scudetto d'argento caricato da una banda di rosso, posto in cuore) Incongruenza tra disegno e blasonatura: lo scudo è controfasciato d'azzurro e d'oro e non viceversa. |
|        | Gondeville D'argent à la fasce de sable accompagné de trois molettes du même, deux en chef et une en pointe. (d'argento, alla fascia di nero accompagnata da tre rotelle di sperone dello stesso) |

## H
| Stemma | Nome del comune e blasonatura |
| ------ | --- |
|        | Houlette De sinople à une houlette au naturel posée en bande, accompagnée en dextre et en pointe d'un mouton d'argent, et à senestre en chef d'un berger au naturel tenant dans sa main dextre une houlette, et par dessous sa main senestre un agneau d'argent. (di verde, al bastone da pastore al naturale posto in banda, accompagnato in punta a destra da un montone d'argento, e in capo a sinistra da un pastore al naturale tenente nella mano destra un bastone da pastore e sotto la mano sinistra un agnello d'argento) |

## I
| Stemma | Nome del comune e blasonatura |
| ------ | --- |
|        | L'Isle-d'Espagnac D'or à une souche de laurier de sinople, poussant en rejetons vifs, un de chaque côté, et surmontée de trois étoiles d'azur en chef. (d'oro, al ceppo di lauro di verde, con due getti vivi, uno da ogni lato, e sormontato da tre stelle d'azzurro in capo) |

## J
| Stemma | Nome del comune e blasonatura                                            |
| ------ | ------------------------------------------------------------------------ |
|        | Jarnac D'or à trois chabots de gueules. (d'oro, a tre scazzoni di rosso) |

## L
| Stemma | Nome del comune e blasonatura |
| ------ | --- |
|        | Lesterps De gueules à une épée haute d'argent croisée et pommetée d'or, surchargée de deux clés d'argent posées en sautoir et accostée de deux fleurs de lys d'or. (di rosso, alla spada alta d'argento crociata e pomata d'oro, sovraccaricata da due chiavi d'argento poste in decusse e accostate da due gigli d'oro) |

## M
| Stemma | Nome del comune e blasonatura |
| ------ | --- |
|        | Mansle De sable à deux clés d'argent posées en sautoir. (di nero, a due chiavi d'argento poste in decusse)                                                                             |
|        | Marsac D'or à la croix de gueules surchargée en abîme d'un écusson d'argent au chef de sable. (d'oro, alla croce di rosso caricata in cuore da uno scudetto d'argento al capo di nero) |

## N
| Stemma | Nome del comune e blasonatura |
| ------ | --- |
|        | Nercillac D'or à la lettre capitale stylisée N de gueules enfermée dans un filet stylisé d'azur. (d'oro, alla lettera maiuscola stilizzata N di rosso, rinchiusa in un filetto stilizzato d'azzurro) |
|        | Nersac D'or au chêne arraché de sinople. (d'oro, alla quercia sradicata di verde) |

## P
| Stemma | Nome del comune e blasonatura |
| ------ | --- |
|        | Passirac D'azur à deux clés d'or passées en sautoir, accompagnées en pointe d'une fontaine héraldique d'or, fascée ondée d'argent et d'azur ; au chef losangé de gueules et d'or. (d'azzurro, a due chiavi d'oro passate in decusse, accompagnate in punta da una fontana araldica d'oro, fasciata ondata d'argento e d'azzurro; al capo losangato di rosso e d'oro) |
|        | Puymoyen Écartelé : au premier losangé d'or et de gueules, au deuxième d'azur au moulin à papier terrassé d'argent, ouvert eu ajouré de sable, accompagné de deux arbres de sinople et d'une falaise d'or, au troisième d'argent à la grappe de raison de pourpre, feuillé de sinople, au quatrième d'or au diable de gueules tenant une fourche de trois pointes de sable. (inquartato: nel 1º losangato d'oro e di rosso; nel 2º d'azzurro, al mulino per la carta terrazzato d'argento, aperto e finestrato di nero, accompagnato da due alberi di verde e da una falesia d'oro; nel 3º d'argento, al grappolo d'uva di porpora, fogliato di verde; nel 4º d'oro, al diavolo di rosso tenente un forcone a tre punte di nero) |

## R
| Stemma | Nome del comune e blasonatura |
| ------ | --- |
|        | La Rochefoucauld Burelé d'argent et d'azur (de dix pièces), à trois chevrons de gueules brochant sur le tout, celui du chef écimé (burellato d'argento e d'azzurro (di dieci pezzi), a tre scaglioni di rosso attraversanti sul tutto, quello nel capo troncato)                                                                                  |
|        | Roumazières-Loubert D'argent à deux lions passants de sable posés l'un sur l'autre, et à un chef d'azur semé de fleurs de lys d'or; sur le tout un chevron de gueules brochant. (d'argento, a due leoni illeoparditi di nero posti l'uno sull'altro, e al capo d'azzurro seminato di gigli d'oro; sul tutto uno scaglione di rosso attraversante) |
|        | Ruffec De vair, au chef palé d'argent et de sable de six pièces (di vaio, al capo palato d'argento e di nero) |

## S
| Stemma | Nome del comune e blasonatura |
| ------ | --- |
|        | Segonzac D'azur à deux branches de châtaignier posées en fasce, l'une en chef fruitée de deux marrons hérissonnés et l'autre en pointe fruité d'un seul, à la croisette en abîme, le tout d'or. (d'azzurro, a due rami di castagno posti in fascia, quello in capo fruttato di due marroni col riccio e quello in punta fruttato di un solo marrone, alla crocetta in cuore, il tutto d'oro) |
|        | Sigogne D'azur au chevron d'or, accompagné en chef de deux étoiles d'argent et en pointe d'une cigogne arrêtée du même, becquée et membrée de gueules, le bec vers la pointe du chevron ; au chef losangé d'or et de gueules. (d'azzurro, allo scaglione d'oro, accompagnato in capo da due stelle d'argento e in punta da una cicogna ferma dello stesso, col becco verso il vertice dello scaglione; al capo losangato d'oro e di rosso) Incongruenza tra disegno e blasonatura: lo scaglione è d'argento invece che d'oro. |

## T
| Stemma | Nome del comune e blasonatura                                                                             |
| ------ | --- |
|        | Tusson D'azur à la croix échiquetée d'or et de sinople. (d'azzurro, alla croce scaccata d'oro e di verde) |

## V
| Stemma | Nome del comune e blasonatura                                                                     |
| ------ | ------------------------------------------------------------------------------------------------- |
|        | Vars D'or à une croix en sautoir ancrée d'azur. (d'oro, alla croce ancorata in decusse d'azzurro) |